# Dipoena fortunata
Dipoena fortunata är en spindelart som beskrevs av Claude Lévi 1953. Dipoena fortunata ingår i släktet Dipoena och familjen klotspindlar. Inga underarter finns listade i Catalogue of Life.